# Lípa ve Pticích
Lípa ve Pticích je památný strom v obci Ptice, jež se nalézá v okrese Praha-západ, několik kilometrů západně od hranic hlavního města Prahy, zhruba na půli cesty mezi městy Unhošť a Rudná. Lípa malolistá (Tilia cordata) roste v intravilánu, na travnatohlinitém pásu, lemujícím průjezdní silnici II/101 ve východní části vesnice, před kapličkou a kamenným křížem, který věnovali místní občané roku 1872. Jedná se původem o ulicový návesní prostor – jádro historického sídelního útvaru Dolní Ptice. Terén ve Pticích má, stejně jako většina okolní krajiny Hostivické tabule, velmi plochý charakter o nadmořské výšce 390 až 400 metrů, přičemž v lokalitě památného stromu (391 m n. m.) se jen téměř nepozorovatelně svažuje k vjv. Několik desítek metrů jihovýchodně od lípy pramení v takto počínající proláklině jedna z vedlejších zdrojnic Radotínského potoka.
Lípa požívá ochrany od roku 1998. Měřený obvod jejího kmene v době vyhlášení dosahoval 307 centimetrů; výška stromu udávána na 20 metrů. V terénu je lípa označena tabulí „Památný strom“ s malým státním znakem, upevněnou na kovovém sloupku v jejím severozápadním sousedství.

## Fotogalerie

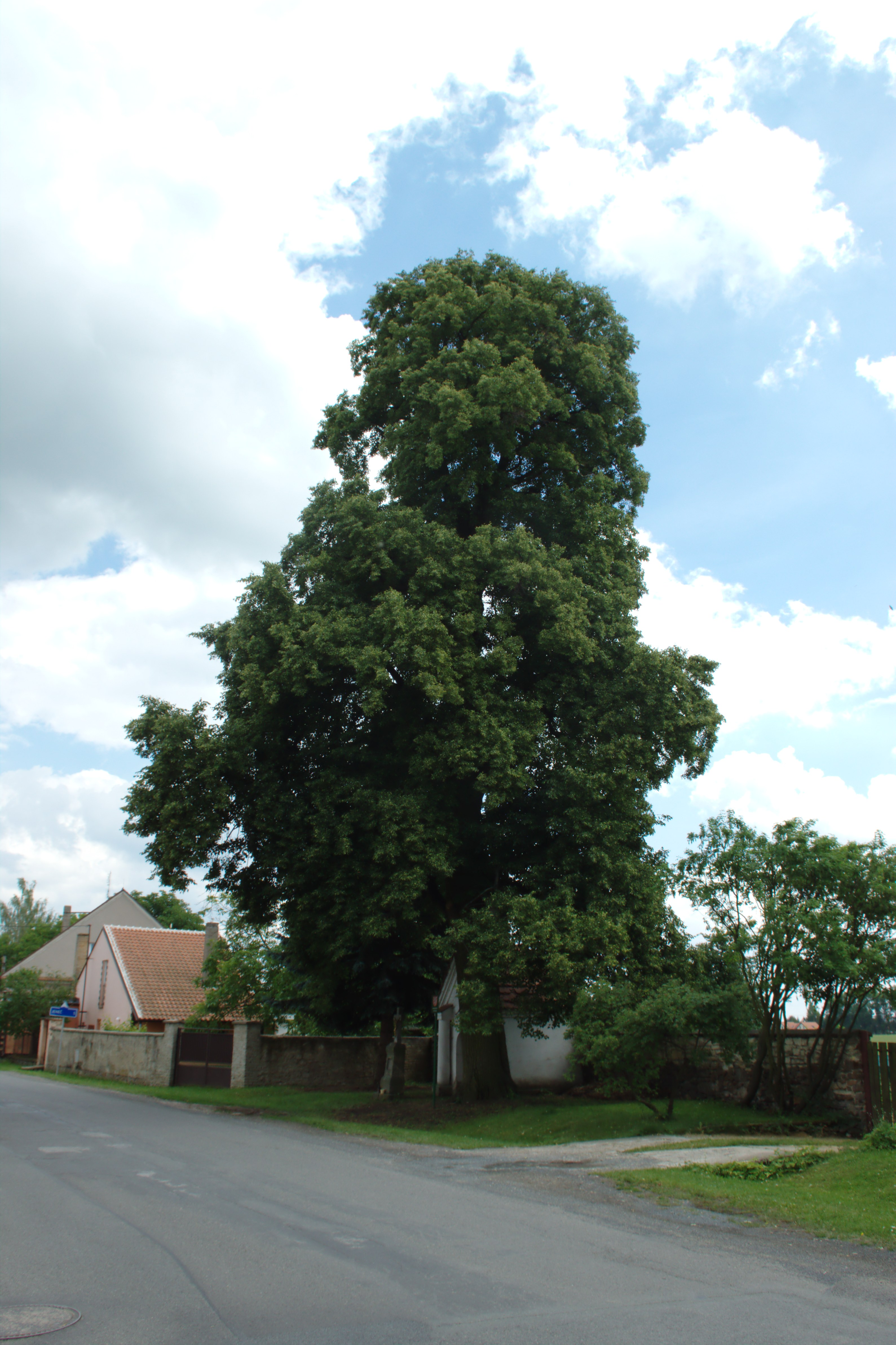
Celkový pohled od západu (červen 2012)
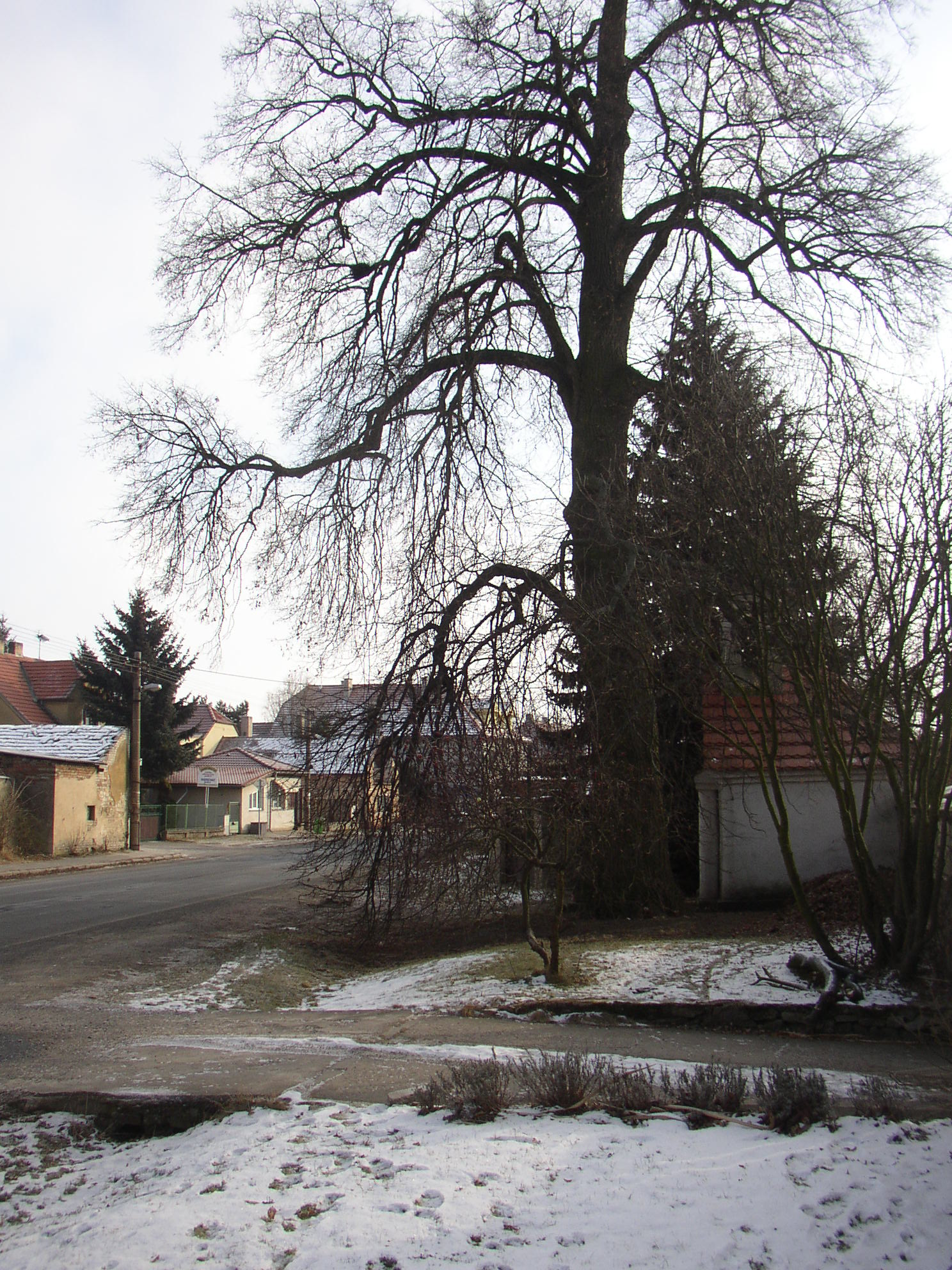
Pohled od západu (únor 2012)
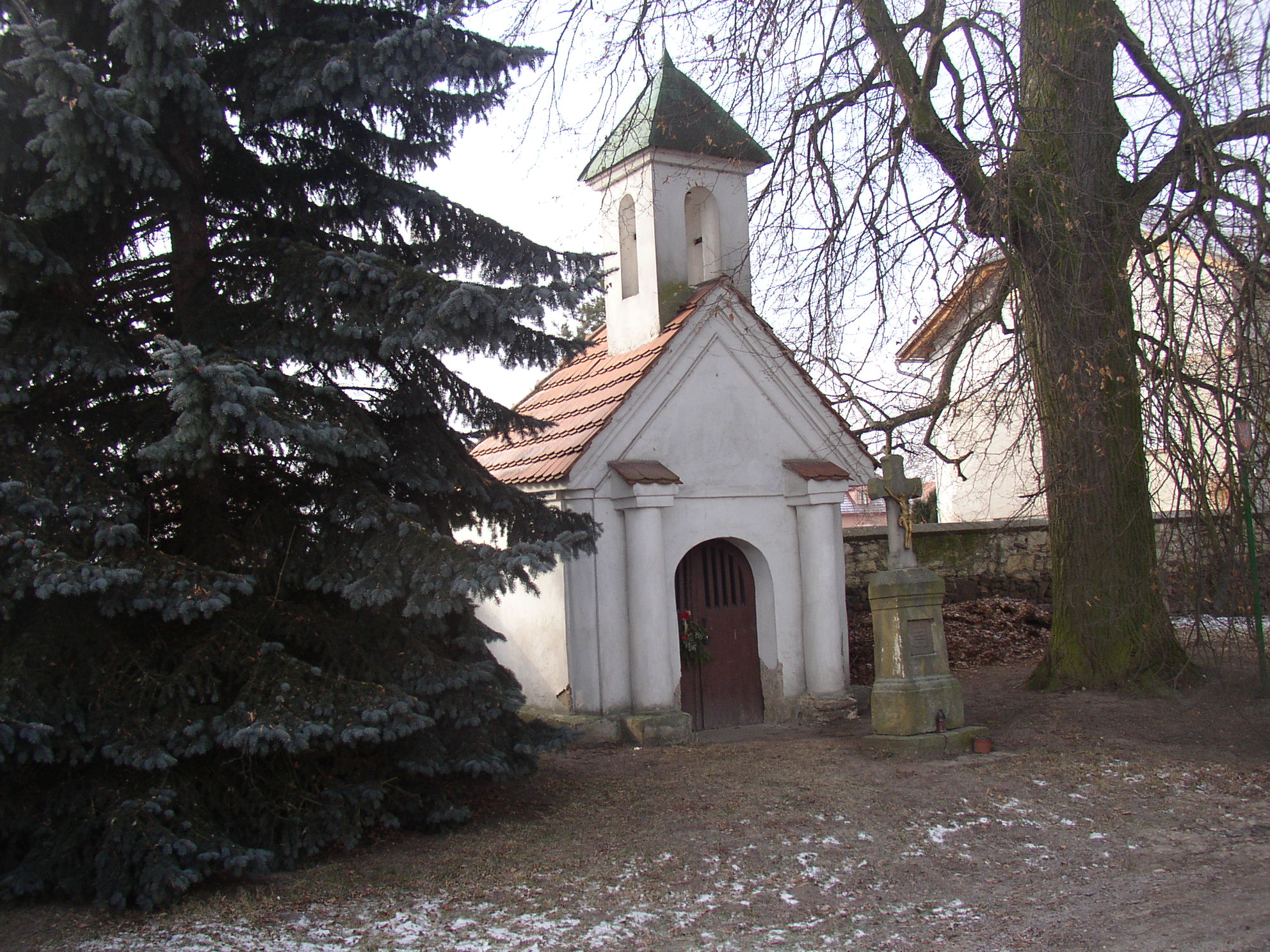
Kaplička a kříž, vpravo kmen lípy
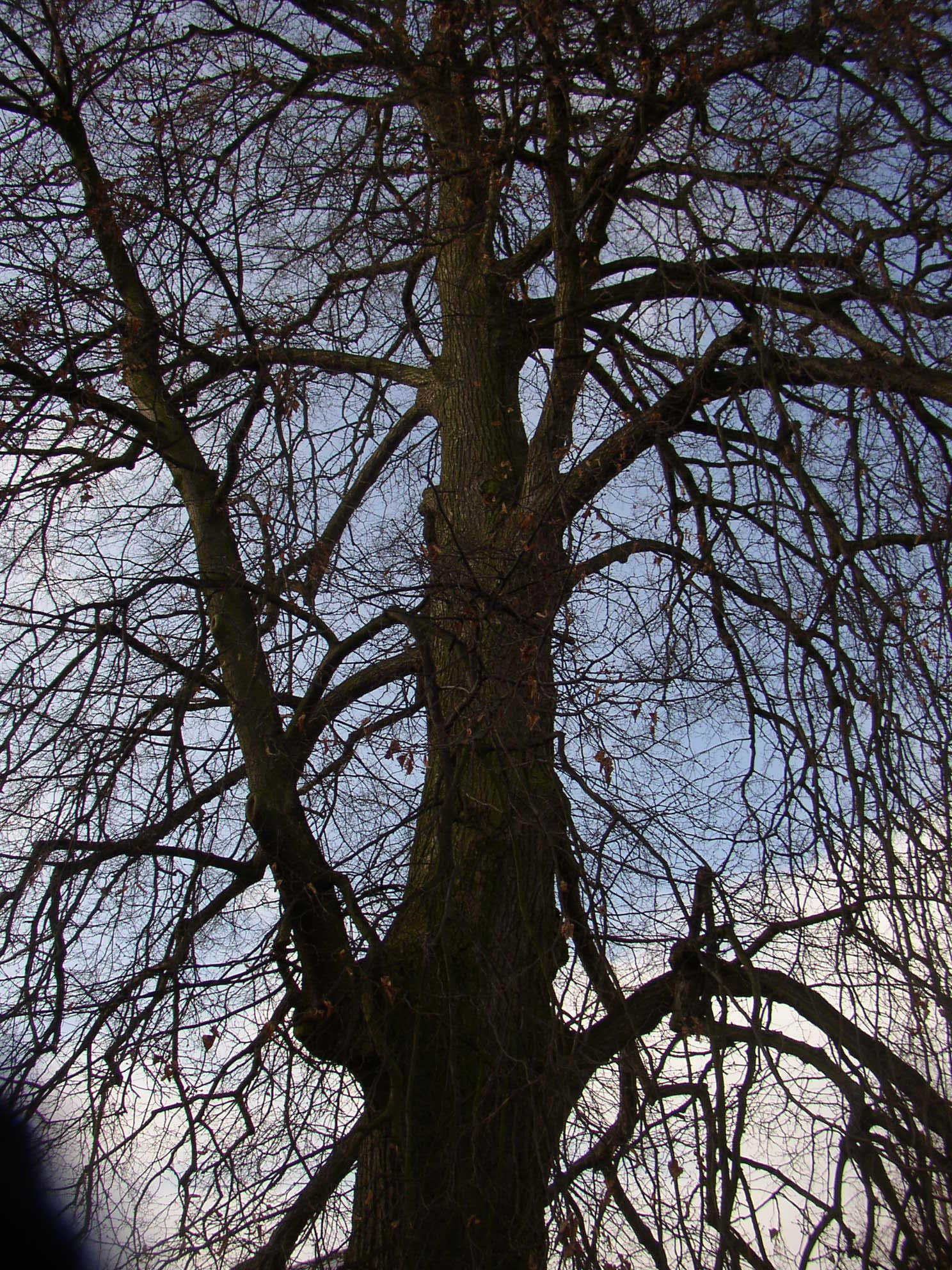
Pohled vzhůru zblízka
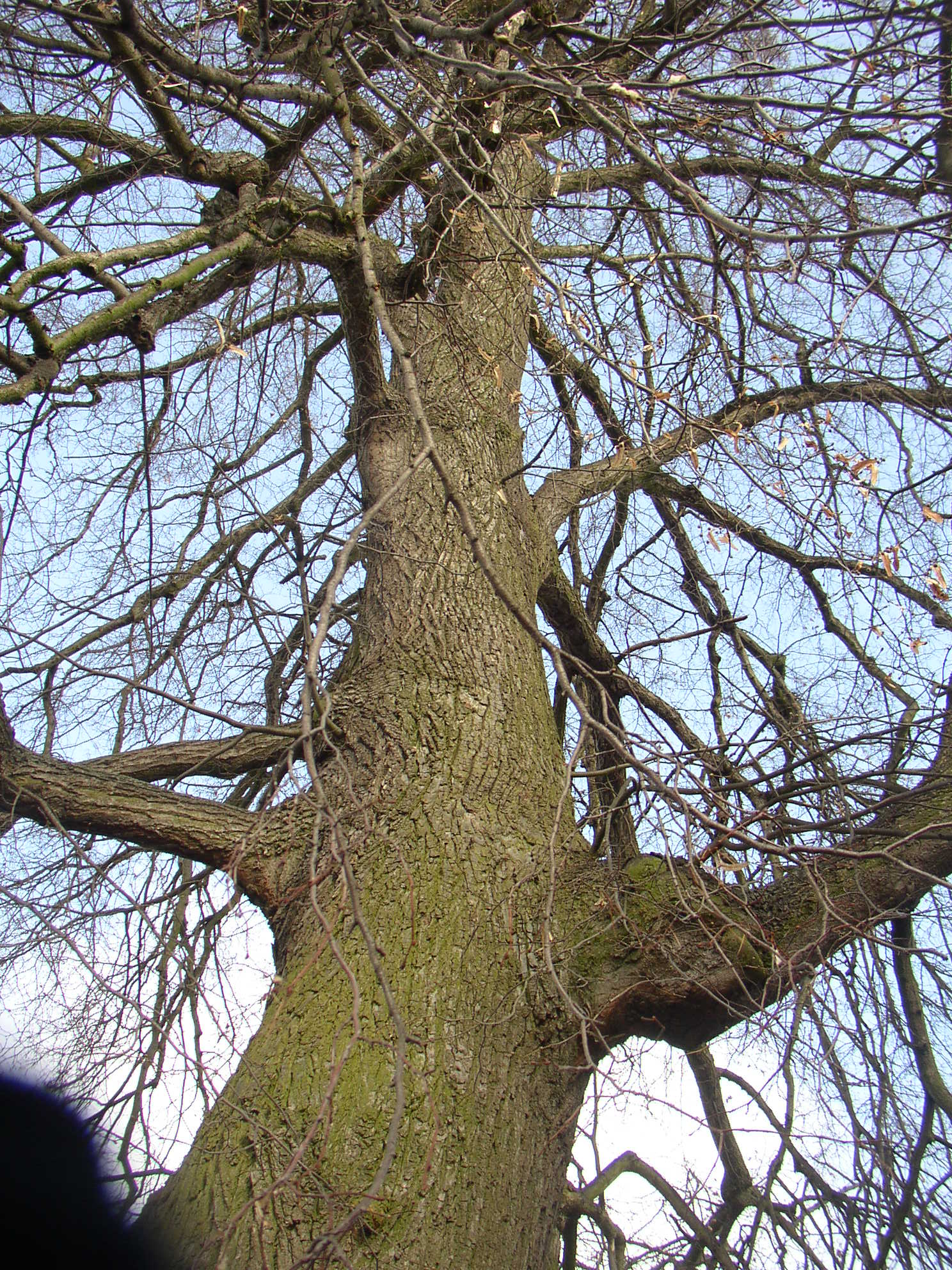
Pohled vzhůru zblízka
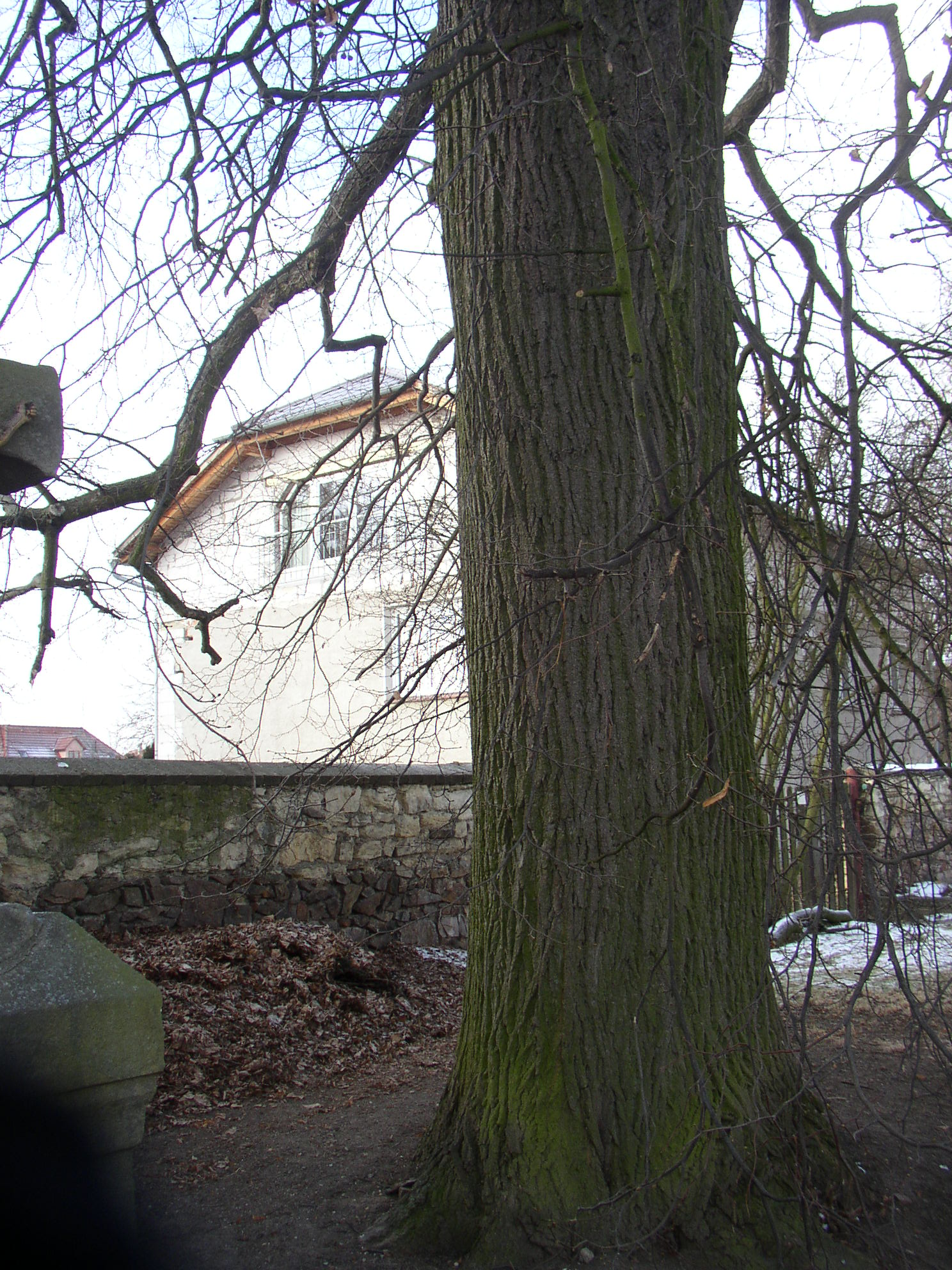
Spodek kmene od severovýchodu
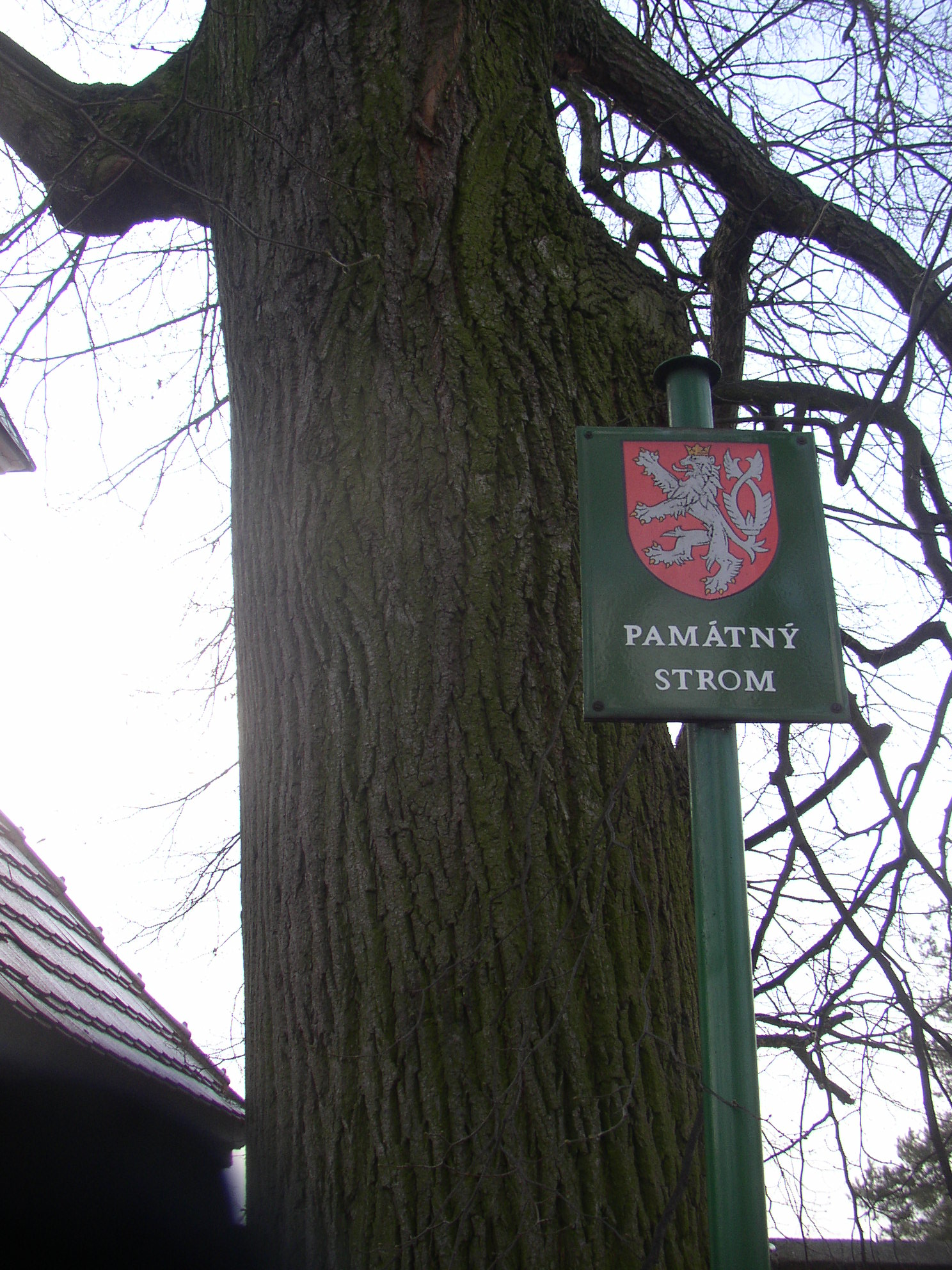
Detail označníku

## Památné a významné stromy vokolí
- Drahelčická lípa (2,7 km jv.)
- Dub u svárovské hájovny (4,1 km z.)
- Jinan v Červeném Újezdě (2,3 km ssz.)
- Holečkův dub (0,8 km jz.)
- Lípa u černého křížku (0,9 km vsv.)
- Lípa v Hájku (2,1 km ssv.)
- Lípa v Úhonicích (2,2 km v.)
- Muk „Na kocourku“ (5,9 km sz.)
- Svárovská lípa (2,5 km z.)
- Vrba u Tachlovic (6,2 km jv.)